# Walter Jonas

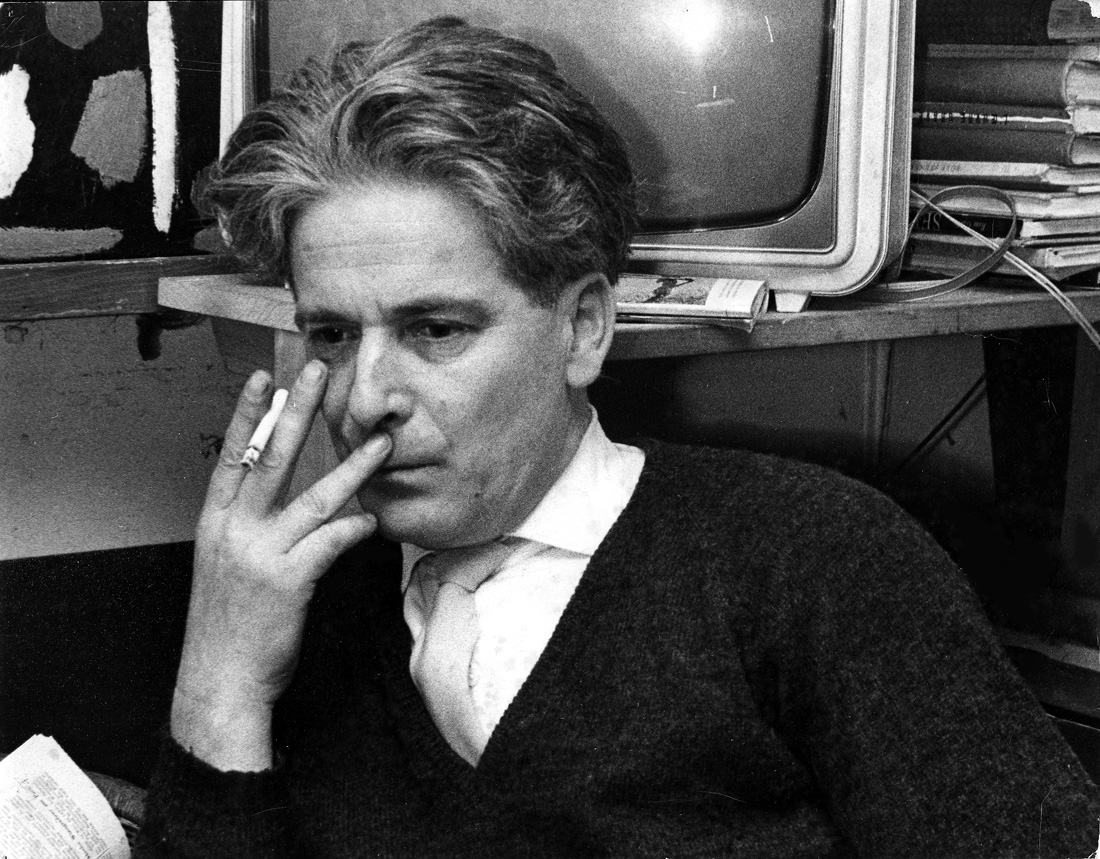
Walter Jonas um 1964

Walter Hermann Jonas (* 27. März 1910 in Oberursel, Deutschland; † 12. Juni 1979 in Zürich) war ein deutsch-schweizerischer Maler, Grafiker, Kunstkritiker und der Schöpfer der urbanistischen Vision Intrapolis.

## Leben und Werk

### Jugend
Walter Jonas wurde am 27. März 1910 in Oberursel am Taunus, Deutschland, als Sohn von Israel Salomon Julius und Agnes Schaupp geboren. Er hatte zwei Schwestern. Die drei Jahre ältere, Edith Oppenheim-Jonas (1907–2001), war die Schöpferin der berühmten Papa-Moll-Figur. Jonas’ Vater wurde 1910 als Patentingenieur eine Stelle bei der Firma Brown, Boveri und & Co. in Baden angeboten. Das Stellenangebot zog eine Übersiedelung der Familie in die Schweiz nach sich. Im Ersten Weltkrieg diente der Vater als deutscher Offizier im Feld, die Familie lebte deshalb von 1916 bis 1918 im Elsass und kehrte 1918 nach Baden zurück. Nach dem Besuch der Bezirksschule in Baden erlangte Jonas den Maturitätsabschluss am Kantonalen Gymnasium in Zürich.

### Berlin
Von 1929 bis 1932 besuchte Walter Jonas die private Kunstschule Reimann in Berlin, eine international bekannte avantgardistische Kunst- und Kunstgewerbeschule, und wurde Meisterschüler von Moritz Melzer. Dieser war Lehrer für dekorative Malerei und Bühnenbild. Melzer gehörte zusammen mit Ernst Ludwig Kirchner, Fritz Bleyl und Erich Heckel der Künstlergruppe „Brücke“ an. Von seinem Lehrer beeinflusst, entwickelte Jonas eine dem Expressionismus nahestehende Malweise. Er belegte neben Malerei auch die Fächer Architektur und, bei Max Deri, Kunstgeschichte. In die Ausbildungszeit an der Reimann-Schule fallen ebenfalls Studienreisen nach Südfrankreich, Korsika und Spanien.

### Paris
Nach Abschluss des Studiums zog Walter Jonas 1932 nach Paris. Dort schloss er unter anderem Bekanntschaft mit Robert Delaunay, Albert Marquet und Antoine de Saint-Exupéry und wurde in die internationale Künstlergemeinschaft „Porza“ aufgenommen. Während seiner Zeit in Paris befasste er sich vor allem mit der Darstellung von Figuren und Landschaften und beteiligte sich an ersten Ausstellungen. Obwohl Jonas in Paris mit dem Kubismus und Surrealismus in Kontakt kam, blieb der Expressionismus, wenn auch ein «Expressionismus eigener Prägung», die sein künstlerisches Schaffen bestimmende Ausdrucksform.

### Zürich
Aufgrund der prekären politischen Grosswetterlage in Europa beantragte die Familie in Mellingen, Kanton Aargau, das Schweizer Bürgerrecht, das ihr 1933 zugesprochen wurde.
1935 kehrte Walter Jonas nach Zürich zurück, wo er sich als Zeichnungslehrer am Kantonalen Gymnasium und mit Privatunterricht über Wasser hielt. Bis zum Ausbruch des Krieges unternahm er Reisen nach Korsika und an die dalmatische Küste, zu der Jonas, gemäss Friedrich Dürrenmatt, ein geradezu «mystisches Verhältnis» hatte.
Als Grafiker befasste sich Jonas hauptsächlich mit klassischen Themenbereichen. Auf Einzelblätter mit figürlichen Themen folgten Zyklen und Buchillustrationen. Erwähnenswert ist insbesondere der von ihm in Aquatinta-Technik angefertigte, aus 20 grossformatigen Blättern bestehende, Gilgamesch-Epos. Der Zyklus zeichnet sich durch seine dichte und spannungsgeladene Bildfolge aus, die sich intensiv mit dem Motiv Leben und Sterben auseinandersetzt. Ausserdem illustrierte Jonas eine Gesamtausgabe von Jeremias Gotthelf und fertigte Bildzyklen zu Werken von Horaz, Cervantes, Friedrich Hebbel und Radierungen zu Mozarts Zauberflöte an. Obwohl allgemein in künstlerischen Drucktechniken bewandert, bevorzugte Jonas Handzeichnungen und Radierungen.
Jonas Atelier an der Kronenstrasse 46 wurde zu dieser Zeit zum Treffpunkt von Künstlern, Wissenschaftlern und Literaten, so gehören auch Friedrich Dürrenmatt und Max Frisch zu seinen regelmässigen Besuchern. In der Nacht vom 13. auf den 14. Januar 1941 stellte Jonas mit Friedrich Dürrenmatt und Werner Y. Müller das Buch einer Nacht her. Die sich darin befindenden Radierungen von Jonas zählen gemäss Dürrenmatt „zu seinen Schönsten.“
Mit Friedrich Dürrenmatt verband Jonas damals eine produktive Freundschaft und Dürrenmatt erklärte später: «Von Jonas lernte ich die Schriftstellerei als Metier, […].»
1942 heiratete Jonas Rosa Maria Kemmler (1908–1990), die ihm während vierzig Jahren eine treue Gefährtin war.
Während des 2. Weltkriegs lernte Jonas im Aktivdienst in der Schweizer Armee den Zürcher Komponisten Alfred Baum kennen. Gemeinsam realisierten sie 1946–1947 das interdisziplinäre Projekt Tanzsuite. Dabei entstand eine Suite für Flöte, Viola und Klavier, die aus 17 Sätzen und Aquatintaradierungen besteht. Diese Radierungen wurden im Konzert als Diapositive projiziert. 1955 arbeitete Baum mehrere Sätze für Bläserquintett und Klavier um.
1948 nahm Jonas auf Einladung italienischer Maler an der 24. Biennale di Venezia teil. Dort präsentierte er zwei seiner Radierungen, Aquatinta II und Aquatinta III. In den folgenden Jahren reiste Jonas nach Nordafrika (1949) und Indien (1951). Die Indienreise und die östliche Geisteswelt beeinflussten ihn und sein Werk nachhaltig.

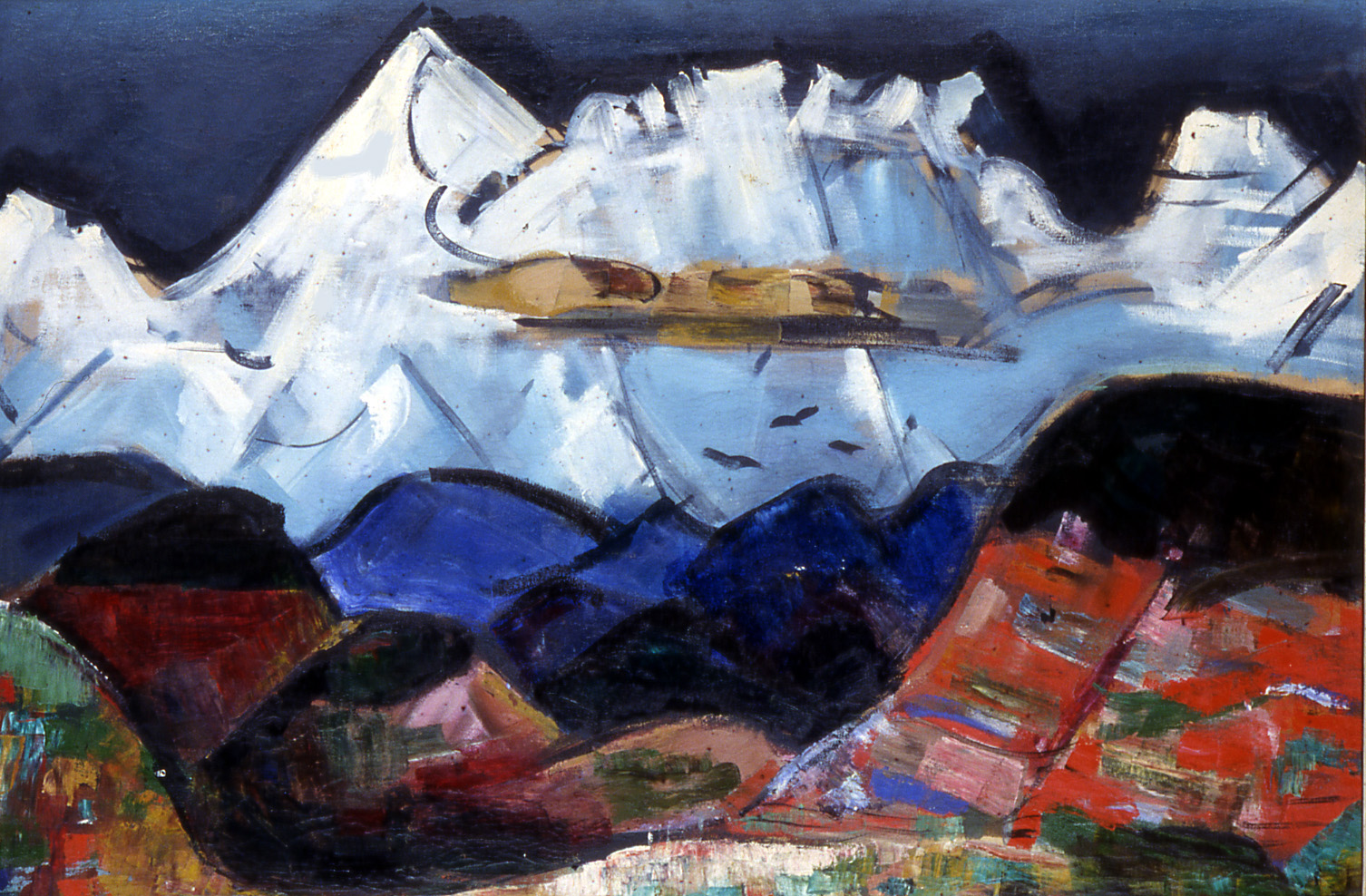
Himalaya. 1951, Öl auf Leinwand

Jonas widmete sich in jenen Jahren auch weiterhin seiner Malerei und entwickelte einen farbigen und eindringlichen Malstil. Die Zeit in Indien und seine späteren Reisen nach Südamerika gelten als prägende Zeit für sein malerisches Schaffen. Dabei steht immer die Thematik «Zivilisation versus Natur» im Zentrum. Neben seinen Landschaften und Stadtbildern galt Jonas als begabter Porträtmaler. Als bekanntestes Beispiel lässt sich das in Privatbesitz befindende Porträt des jungen Dürrenmatt von 1944 nennen. Dennoch ist Walter Jonas malerisches Wirken pluralistisch angelegt und verarbeitet viele Kunstströmungen des 19. Jahrhunderts und lässt sich deshalb keiner bestimmten Kunstrichtung zuordnen.

### Kunstkritiker und Kunstvermittler
In den 50er Jahren betätigte sich Jonas auch als Kunstkritiker und Feuilletonist. Er verfasste, unter anderem für Die Tat, die Neue Zürcher Zeitung und die Weltwoche, Artikel zum Thema Kunst. Gleichzeitig widmete sich Jonas auch der Kunstvermittlung und verfasste 1950 die Schrift Wie betrachtet man ein modernes Kunstwerk. Ab 1954 wurde er vom Schweizer Fernsehen als Kunstkommentator und Gestalter von Sendungen über Kunst eingestellt. Noch im selben Jahr wurde eine Sendung von Walter Jonas über die Ausstellung Vincent van Goghs direkt aus dem Kunsthaus Zürich übertragen. Sendereihen wie z. B. Mit Pinsel und Stift, Berühmte Maler und Atelierbesuch bei …, aber auch Berichte über Kunstaktualitäten und Berichte zu Ausstellungen folgten und waren in den 50er Jahren fester Bestandteil des Schweizer Fernsehens.

### «Intrapolis»

Trichterhaus

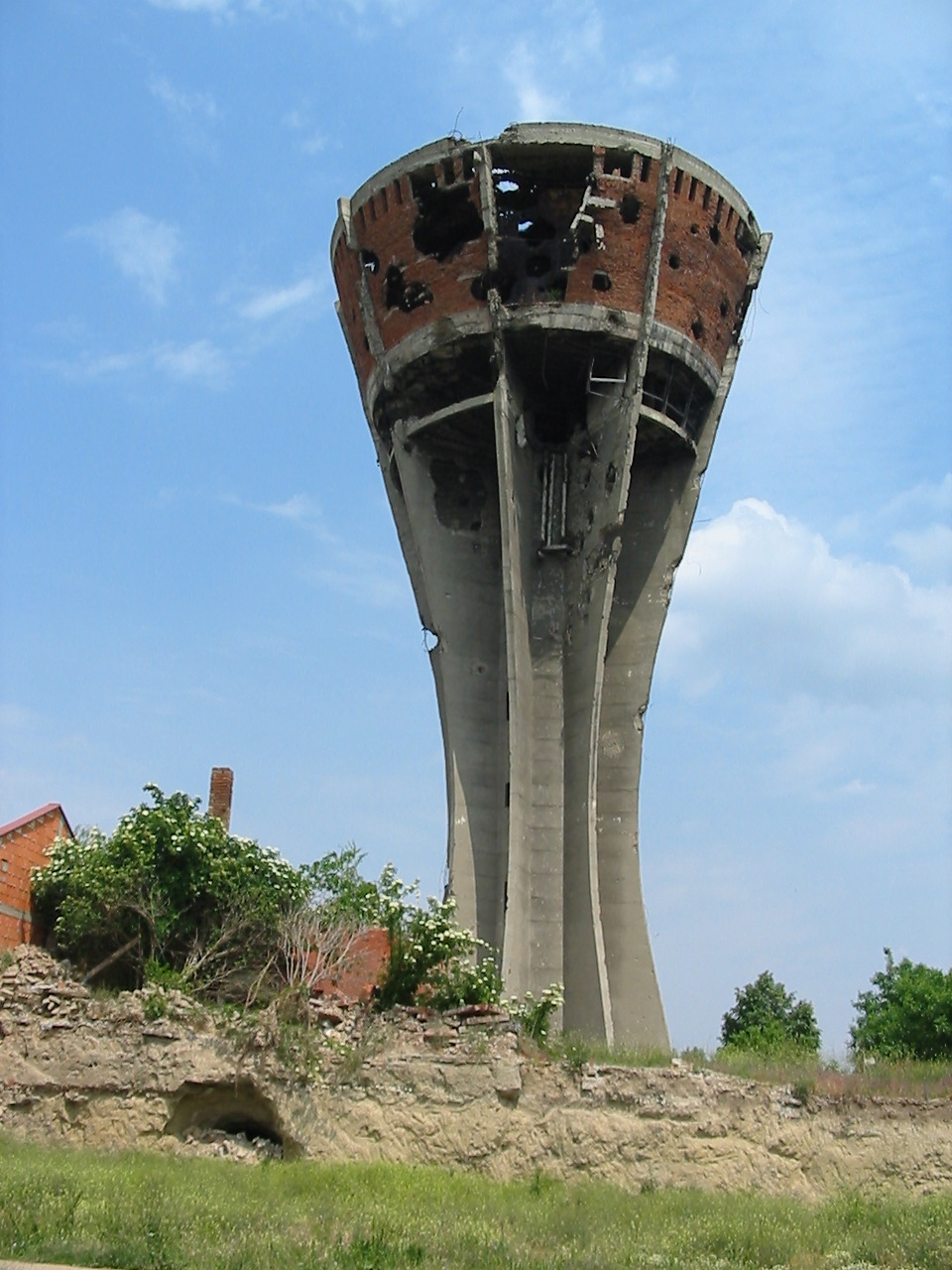
Wasserturm von Vukovar

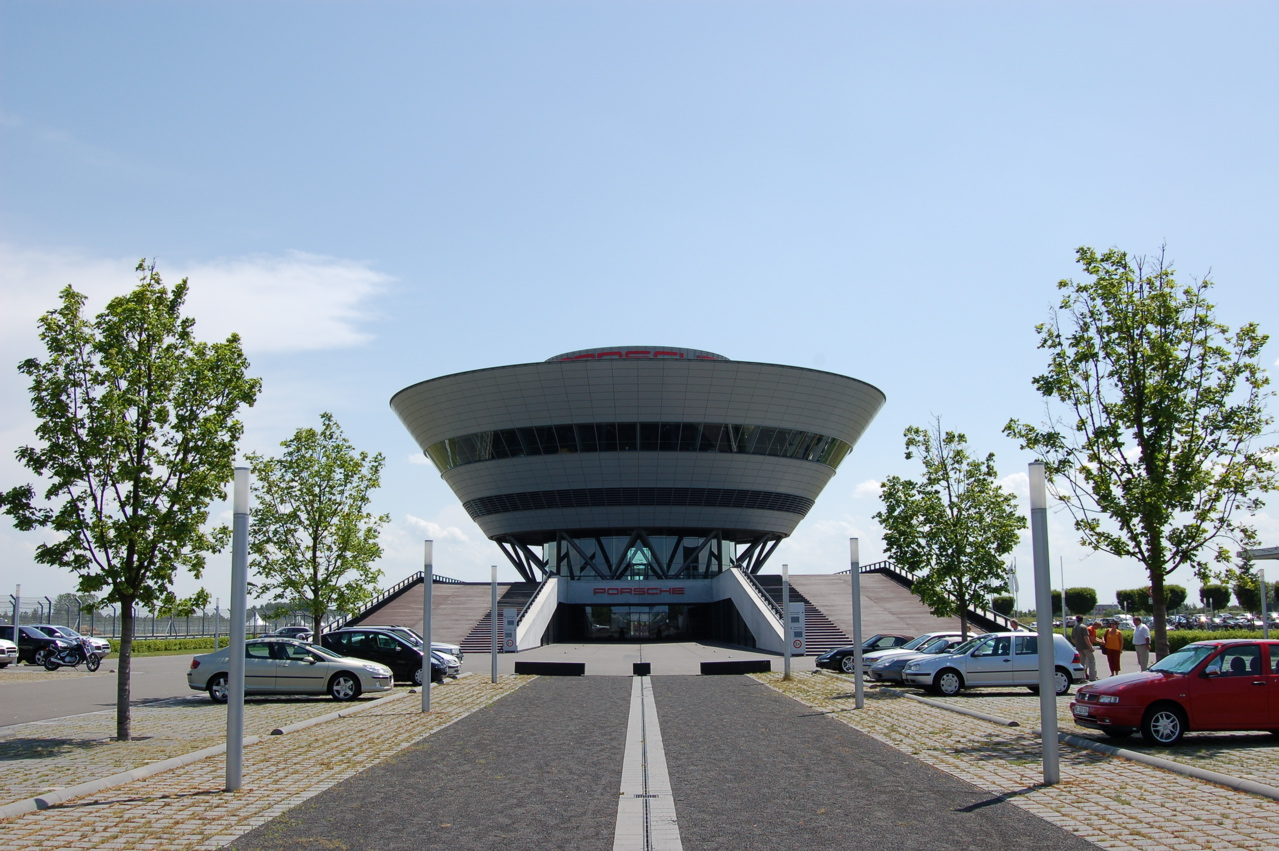
Porsche Leipzig, Kundenzentrum

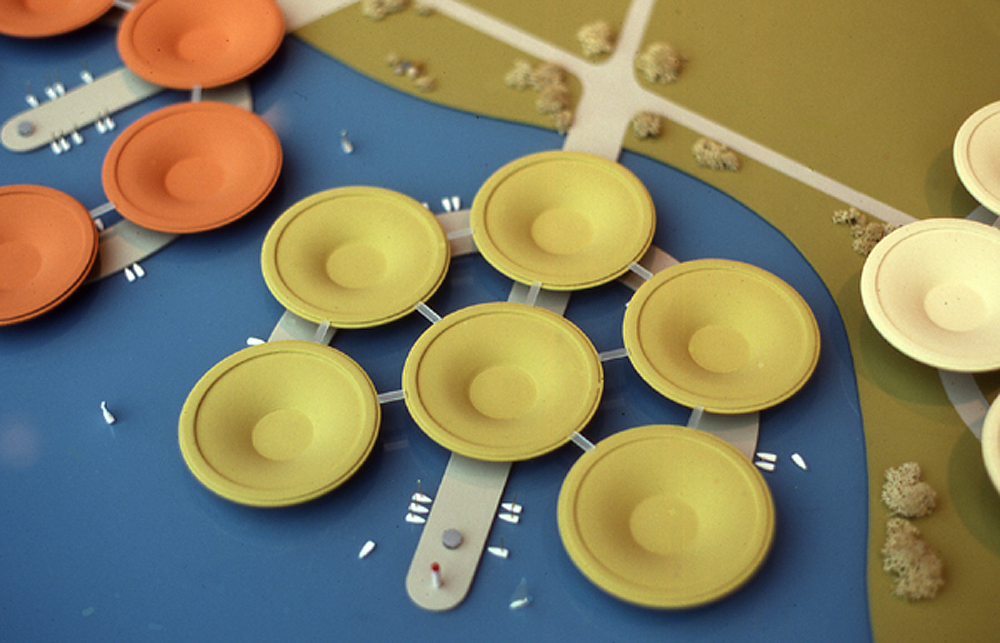
Intrapolis, 1963

Von einer Reise nach Brasilien (1958) inspiriert, entwickelte Jonas die Vision einer neuen humaneren Stadtform: Der Intrapolis. Diese richtet sich gegen die traditionelle Art des Städtebaus und der damit einhergehenden Labyrinthbildung, Vermassung und Wucherung.
Das von Jonas geschaffene Konzept der Intrapolis geht über den heute gebräuchlichen Begriff Trichterstadt hinaus und verbindet die beiden Termini Introversion und Polis. Jonas sah das Prinzip der Introversion nicht nur als wichtigen Bestandteil für das Gleichgewicht einer Gesellschaft, sondern auch als Gegenpunkt zur hektischen Extraversion der unruhigen Welt seiner Zeit an. Im architektonischen Sinne meint Introversion aber auch, dass im Gegensatz zur herkömmlichen Bauweise von Häusern und Städten der eigentliche Wohnraum nach innen verlegt wird, während die Verkehrswege, Treppen und Aufzüge ausserhalb der Wohnfläche platziert werden.
Jonas sah sein Konzept der Intrapolis im Bau von Trichterstädten realisiert. Die Bauweise der terrassenförmig nach innen angeordneten Wohnungen ist raumsparend und ermöglicht gute Licht- und Sichtverhältnisse. Durch die trichterförmige Gebäudestruktur steht mehr unbebaute Grünfläche für die Öffentlichkeit zur Verfügung. Ebenso können durch die Anordnung der Wohnräume Verkehrslärm und Abgase von den Bewohnern ferngehalten werden.
Die horizontalen Verkehrswege sind ringförmig um den Kegel angelegt, die vertikale Mobilität wird durch Aussenlifte gewährleistet. Das Zentrum des Kegels bildet eine bewachsene Grünzone. Verwaltung, Warenhäuser, Kinos und weitere öffentliche Einrichtungen sind im Trichtersockel untergebracht. Unterhalb des Sockels befindet sich der Gegenkegel, der nicht nur die Stabilität des Trichters sicherstellt, sondern auch Platz bietet für Garagen, Zisternen oder Lagerräume.
Die individuellen Wohneinheiten können je nach Bedarf vergrössert oder verkleinert werden. Jonas glaubte, dass eine solche Trichterstruktur die Verbundenheit der Bewohner untereinander fördern und zudem gerade die ältere Generation besser in die Gemeinschaft integrieren würde.
Ein Trichter sollte dabei idealerweise einen Durchmesser von 150 bis 230 und eine Höhe von rund 100 Metern haben. Bei einer Trichteröffnung von rund 90 Grad würden sich nach Jonas’ Berechnungen rund 700 Wohnungen mit jeweils drei Zimmern in einer Einheit unterbringen lassen, und somit würde ein Kegel rund 2000 Bewohner fassen können. Drei solcher Kegelelemente bezeichnete Jonas als städtebauliche Grundeinheit.
In zahlreichen Vorträgen, Ausstellungen und Publikationen stellte Jonas sein Projekt der Öffentlichkeit vor. 1962 publizierte der Origo-Verlag in Zürich seine programmatische Schrift Das Intrahaus – Vision einer Stadt, zu der auch der renommierte Schweizer Gartenarchitekt Ernst Cramer einen Beitrag, Bauwerk und Natur, leistete und darin die Weitsichtigkeit des Projektansatzes für Stadt- und Landschaftsentwicklung der Zukunft unterstrich. Die Idee wurde von Laien und Fachleuten begeistert aufgenommen. Verwirklicht wurde das Projekt einer Kegelstadt jedoch nie. Dennoch sollte die Konzeption der Intrapolis Jonas bis zu seinem Tode beschäftigen.
Als eine Variante der Intrapolis kann das von Jonas 1967 eingereichte Projekt für ein schwimmendes Kulturzentrum in Zürich angesehen werden.
Die Idee von Intrapolis wurde bereits 1962 von den Autoren der Perry-Rhodan-Serie aufgegriffen; Trichterbauten sind die Standardbauweise der fiktiven Ethnie der Arkoniden.
Walter Jonas war Gründungsmitglied der Groupe International d’Architecture Prospective (GIAP), bei der auch Yona Friedmann und Ionel Schein beteiligt waren. 1967 war er gemeinsam mit deutschen und Schweizer Architekten an der Schaffung einer deutschsprachigen Sektion in Zürich beteiligt.

### Späte Jahre
Durch seine sich verschlechternde Gesundheit immer stärker beeinträchtigt, zog sich Walter Jonas weitgehend von seiner Umwelt zurück. Am 12. Juni 1979 starb er in seinem Atelier in Zürich.
Bereits zu Lebzeiten legte das Ehepaar Jonas den Grundstein für die Errichtung einer Stiftung (Stiftung Walter und Rosa Maria Jonas), die den Nachlass von Walter Jonas erhalten und das umfassende Schaffen von Jonas erforschen sollte.
Der Nachlass von Walter Jonas befindet sich in der Handschriftenabteilung der Zentralbibliothek Zürich. Tonbänder, die Walter Jonas in den 1960er und 1970er Jahren aufgenommen hatte und diverse Vorträge, Radiosendungen und Privatgespräche enthalten, befinden sich als Depositum der Stiftung in der  Schweizerischen Nationalphonothek.

## Ausstellungen (Auswahl)
- 1931: Kunststube am Schöneberger Ufer, Berlin, mit der Kunstschule Reimann
- 1933: Galerie Kleinmann, Paris
- 1940: Galerie Aktuaryus, Zürich
- 1941: Galerie Beaux-Arts, Zürich
- 1943: Galerie Aktuaryus, Erstausstellung Gilgamesch, Zürich
- 1948: 24. Biennale Venedig
- 1948: Galerie Chichio Haller, Zürich, mit Zoran Music
- 1949: Kunsthaus Zürich, Junge Zürcher Künstler
- 1949: Kunstgebäude Tübingen, Moderne Schweizer Graphik
- 1951: Galerie Chichio Haller, Indien-Reise, Zürich
- 1952: Galerie Hella Nebelung, Düsseldorf
- 1955: Kunstmuseum St. Gallen, Moderne Schweizer Graphik
- 1956: Kunsthaus Zürich, Maler der mittleren Generation
- 1958: Museu de Arte Moderna, Sâo Paulo
- 1959: Helmhaus Zürich, Walter Jonas – Bilder aus Brasilien
- 1965: Palais Marsan, Musée du Louvre, Intrapolis, Paris
- 1967: Kunsthalle Lund, Superlund, Intrapolis, Lund
- 1980: Kunstsalon Wolfsberg, Zürich
- 1985: Seedamm-Kulturzentrum, Retrospektive Walter Jonas, Pfäffikon SZ
- 2012: Centre Dürrenmatt, Neuchâtel

## Werknachweis
Kunstmuseum St. Gallen; Kunstsammlungen der Stadt Zürich, Museum der Werner Coninx Stiftung, Zürich, Seedamm-Kulturzentrum, Pfäffikon (SZ); Wandbild, Schulhaus Untersiggenthal; Wandfresken, Zürich-Altstetten.

## Publikationen
- Intrapolis – ein städtebauliches Projekt. In: Heinrich E. Schmid (Hrsg.): Walter Jonas. Maler, Denker, Urbanist. Vontobel-Druck, Feldmeilen 1985, S. 124–130.
- Picasso – das ewige Wunderkind. In: Heinrich E. Schmid (Hrsg.): Walter Jonas. Maler, Denker, Urbanist. Vontobel-Druck, Feldmeilen 1985, S. 152–156.
- Das Intra-Haus. Vision einer Stadt. Origo-Verlag, Zürich 1962.
- Wie betrachtet man ein modernes Kunstwerk. Amriswil 1950.